# Sadok Sassi
Sadok Sassi, přezdívaný Attouga (* 15. listopadu 1945, Tunis), je bývalý tuniský fotbalista.
Byl brankářem a hrál za Club Africain. Byl na MS 1978.

## Hráčská kariéra
Sadok Sassi byl brankářem a hrál za Club Africain.
Za Tunisko chytal 87 zápasů. Byl na MS 1978, kde ale pro zranění nehrál.

## Úspěchy
Club Africain
- Tuniská liga (5): 1964, 1967, 1973, 1974, 1979
- Tuniský pohár (8): 1965, 1967, 1968, 1969, 1970, 1972, 1973, 1976